# Tre Chiese

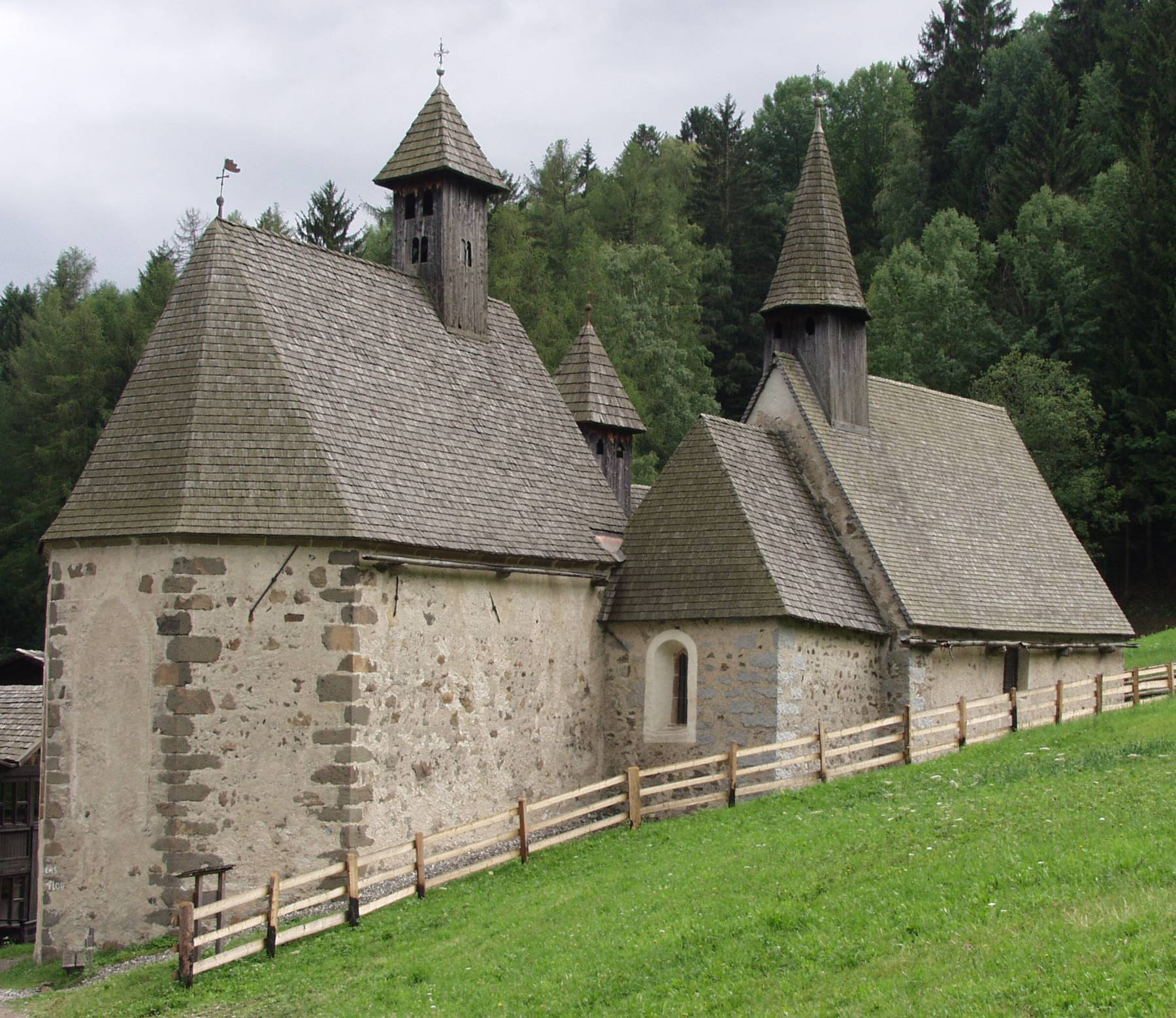
Le Tre Chiese viste da nord-est

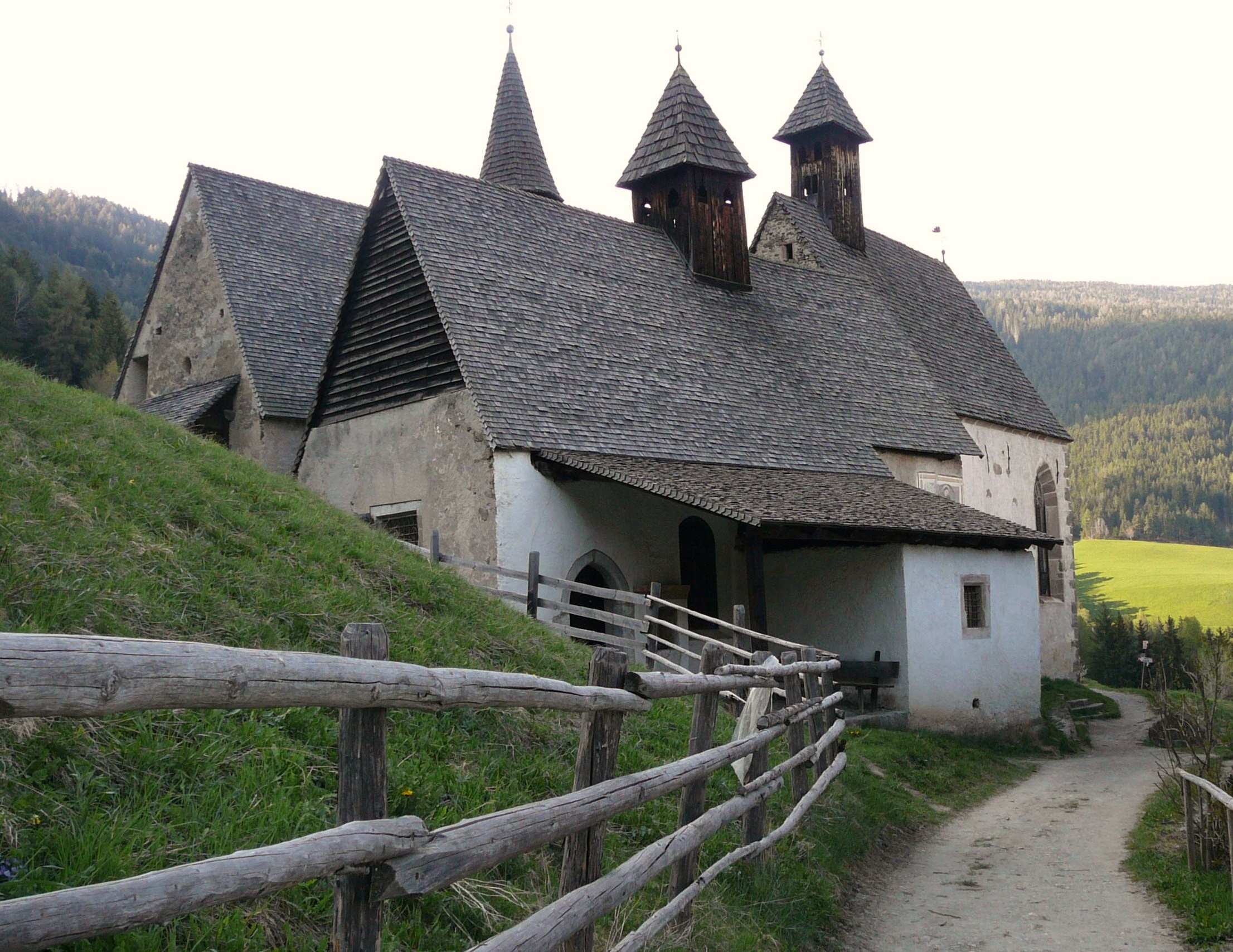
Le chiesette viste da sud-est

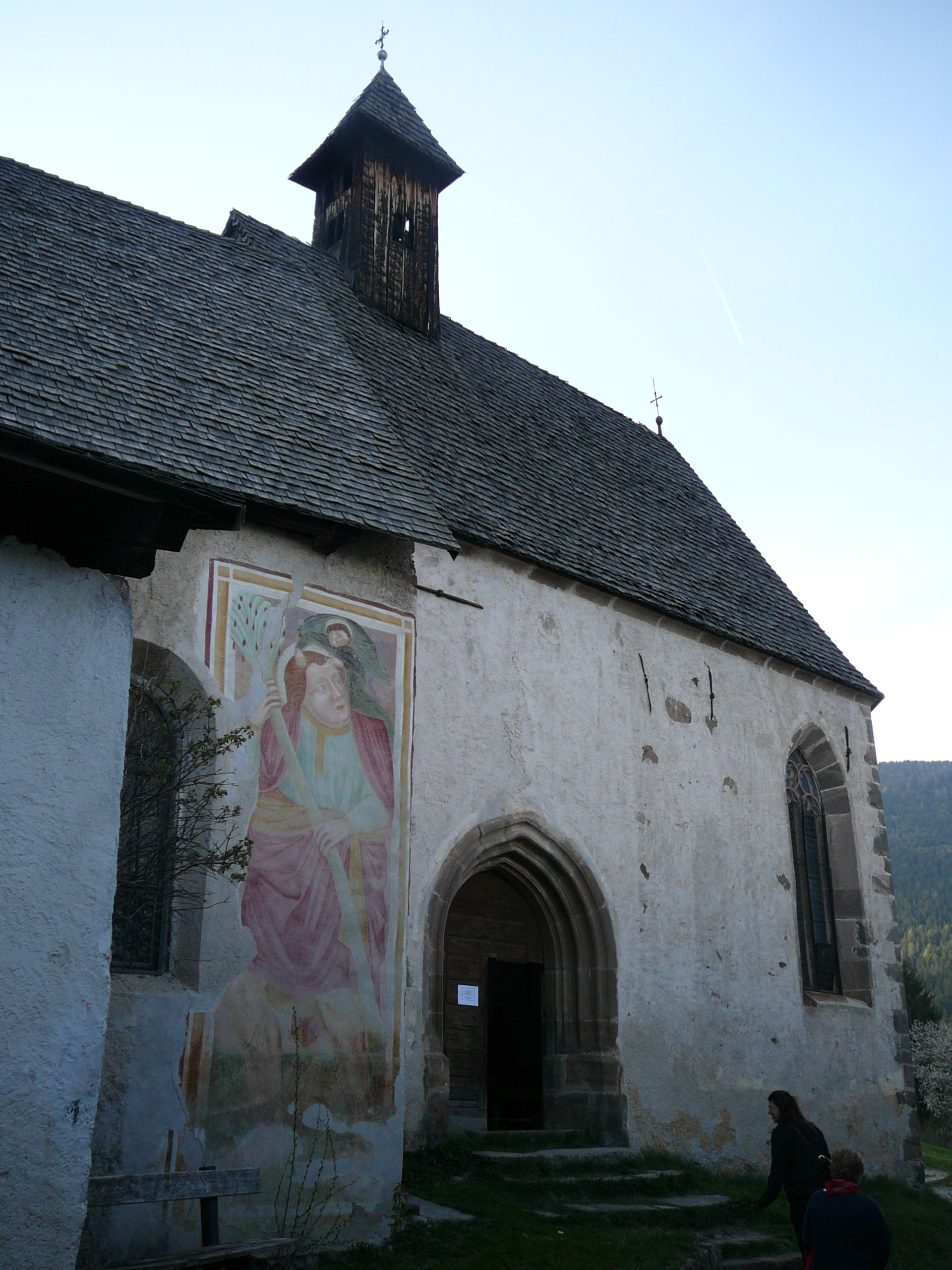
Uno dei pochi affreschi esterni, accanto all'ingresso della chiesa di Santa Maddalena

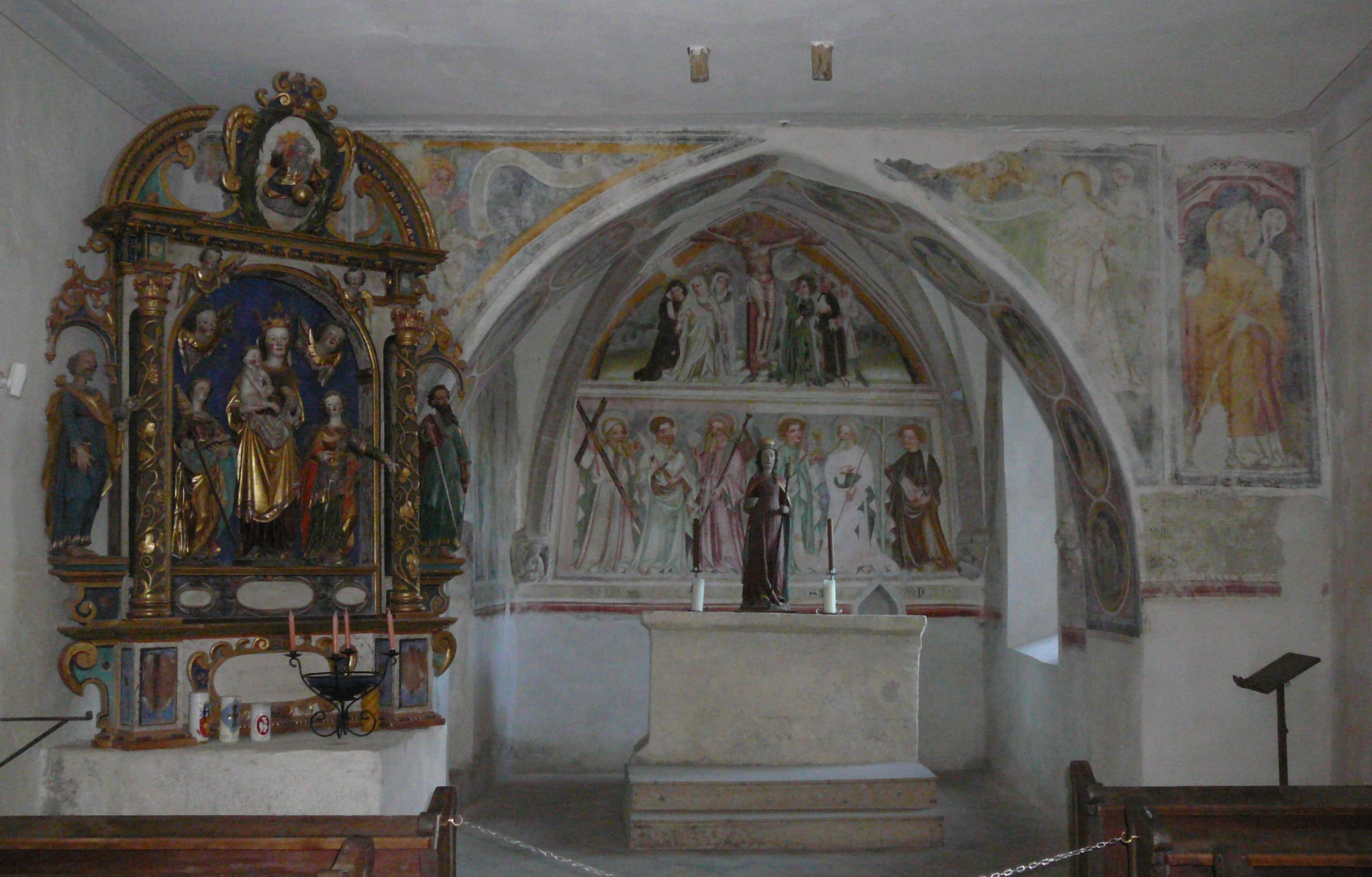
L'altare della chiesa di Santa Geltrude

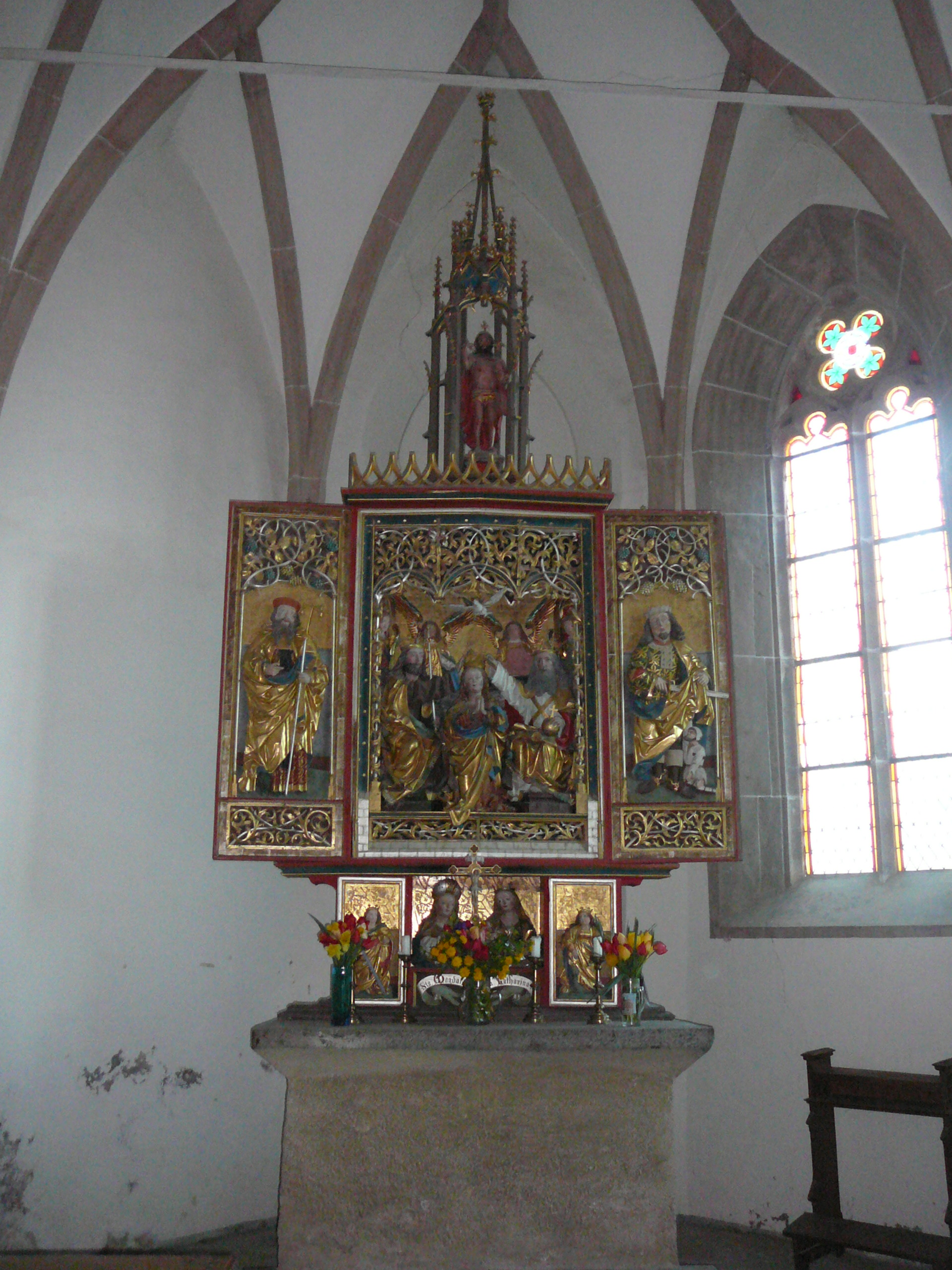
L'altare della chiesa di Santa Maddalena

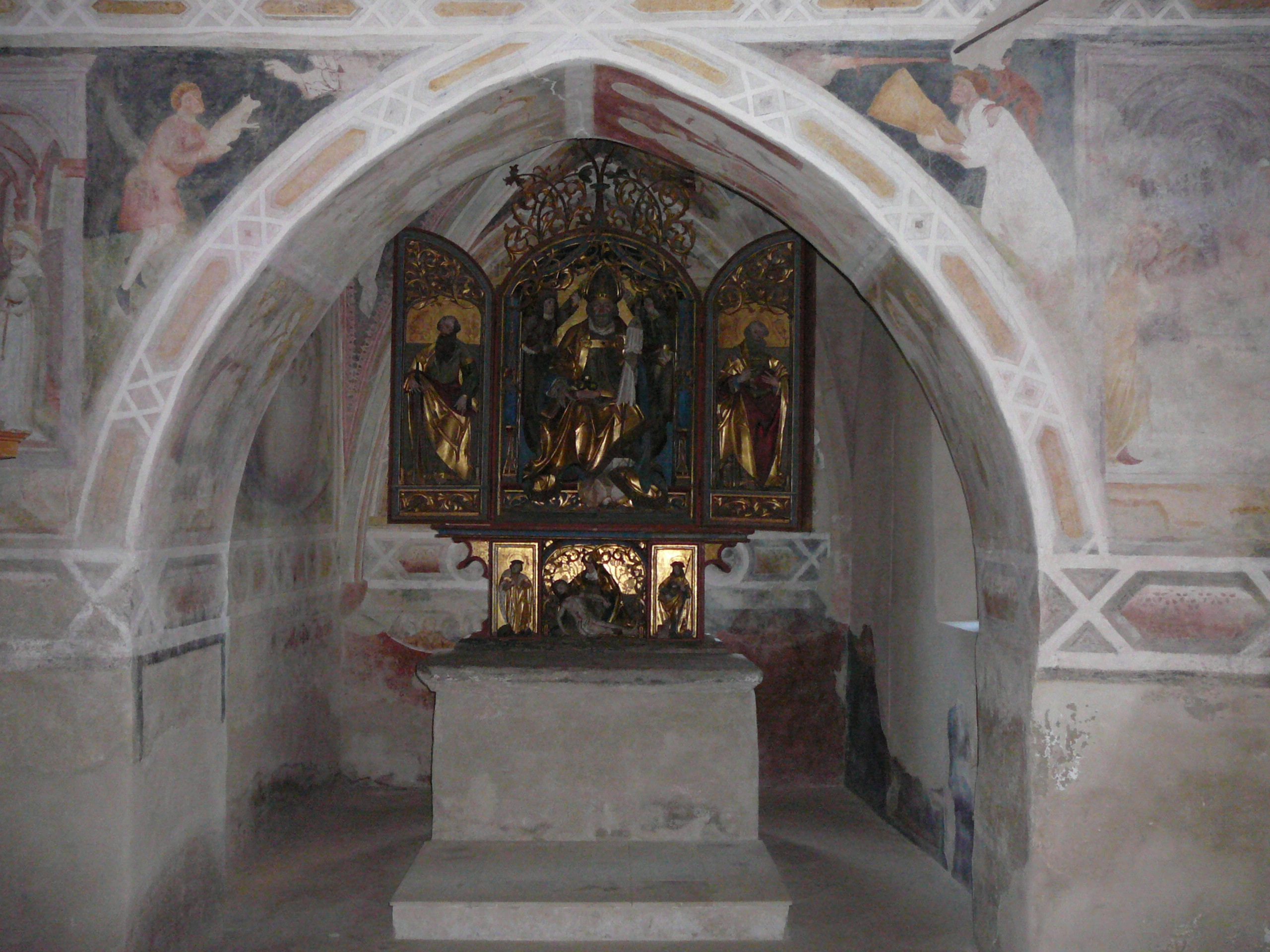
L'altare della chiesa di San Nicola

Le Tre Chiese (in tedesco Dreikirchen) sono tre chiesette attigue che si trovano nel comune di Barbiano in val d'Isarco, nella provincia autonoma di Bolzano.
Le Tre Chiese si trovano a 1.120 metri di quota, nella località di Trechiese posta tra Barbiano e Villandro, e sono disposte a poca distanza l'una dall'altra (circa attaccate l'una all'altra), a formare un triangolo. Esse compaiono sullo stemma del comune di Barbiano.

## Storia
(Sigmund Freud a proposito di questo luogo spirituale)
Le chiesette furono edificate sopra una vecchia località di culto pagana, probabilmente dedicata alle divinità delle sorgenti.  Le tre piccole chiesette sono del XIII e del XV secolo e sono molto interessanti per il loro valore artistico, che le distingue in tutta la regione storica del Tirolo. Anticamente questo luogo di culto era custodito da eremiti. Le chiese furono e sono tutt'oggi dedicate rispettivamente a Santa Geltrude (documentabile fin da 1237), a San Nicola (St. Nikolaus) e a Santa Maria Maddalena (menzionata la prima volta nel 1422).
Nel passato soggiornarono anche il poeta Christian Morgenstern e lo psicoterapeuta Sigmund Freud.

## Le tre chiese

### Chiesa di Santa Geltrude
La chiesa dedicata a Santa Geltrude è realizzata con un'architettura tardo romanica con tratti del primo gotico (vedi per ciò l'arco a tutto sesto e il fonte battesimale). Sul altare si trova una statua di legno raffigurante la santa, verosimilmente della prima metà del XIV secolo. L'altare è formato da un cassonetto barocco con figure femminili gotiche. Alle spalle dell'altare si nota una raffigurazione della “Crocefissione” del Cristo, risalente al XV secolo. Alla sinistra dell'altare vi è una pala con statua centrale della Madonna con bambino, ai suoi lati le due Sante, Santa Geltrude e Santa Maddalena, ed ancora ai lati delle rispettive, San Paolo e San Pietro. Meritevole di breve sosta è l'affresco posto sulla facciata esterna.

### Chiesa di San Nicola
Questa seconda chiesa ha una struttura architettonica molto simile alla precedente. Una particolarità di questa chiesa è l'altare a portelli, attribuito allo scultore brissinese del tardo gotico Hans Klocker, restaurati in parte nel 1984.

### Chiesa di Santa Maddalena
Quest'ultima chiesa è leggermente di dimensioni maggiori delle due precedenti, ed è stata costruita probabilmente nel '500, dopo che una frana probabilmente aveva distrutto quella precedente. La chiesa non ha nessun affresco, ma è presente l'altare ed alcune sculture in legno. Le finestre di questa chiesa presentano inoltre un "sesto acuto", una chiusura del coro a forma ottagonale ed una porta ogivale tutta tempestata di pennacchi in stile locale.

## Come raggiungerle
Il luogo è raggiungibile da diversi sentieri, ma il più semplice è quello che parte da poco fuori Barbiano, e dopo aver svoltato a sinistra, dopo 500 metri si segue l'indicazione per i "Bagni tre chiese" (Bad Dreikirchen). 
Dall'edificio "Mathilde" a cui si può arrivare in macchina, si prende il sentiero numero 8. Dopo una passeggiata di circa 30 minuti si arriva alle Tre chiese.
Alternativamente si può giungere sempre alle Tre Chiese da Villandro, percorrendo il sentiero 11, in circa un'ora.
Le chiese solitamente sono chiuse, ma le chiavi sono a disposizione dei pellegrini, custodite dai proprietari del Messnerhof, l'albergo sito in loco.